# Валентин Кръстев
 Тази статия е за поета и преводач.  За офицера вижте Валентин Кръстев (офицер).  
Валентин Кръстев е български адвокат, поет и преводач от английски език.
Превежда на български някои от най-изтъкнатите американски автори, сред които Роджър Зелазни, Робърт Хайнлайн, Дан Симънс, Робин Кук и други.

## Биография
Валентин Кръстев е роден на 26 април 1949 г. в Пазарджик. Завършва право в Софийския държавен университет.
Работи в редакция „Международни връзки“ на Агенция „София прес“, референт с английски език, отговарящ за Унгария, Чехословакия, Българската секция на Международния ПЕН център, Международния съвет за детско-юношески книги и отдел „Международни връзки“ на Съюза на българските писатели. Участва в организирането и провеждането на международните писателски срещи на Съюза на българските писатели. През 80-те години е член на Кабинета на младия преводач към Съюза на преводачите в България. След 1989 г. работи като адвокат и преводач на свободна практика.
Свои стихове е печатал в „Литературен фронт“, сп. „Пламък“, алманах „Поезия“, в. „Пулс“, в. „Народна младеж“ и др., както и в чуждестранни издания на руски, унгарски и английски език. Автор на стихосбирката „Между Земята и Небето“ (2005).
Превел е над 60 книги от и на английски език, между които „По-малко от единица“ – есета на Йосиф Бродски, „Луси Краун“ от Ъруин Шоу, „Основания за поезия. Основание за критика“ от Уилям Мередит, множество преводи от английски в бюлетините за чуждестранна литература, издавани от Центъра за литературна информация на СБП, където е работил като редактор. Многобройни са и преводите му на български поети на английски език, както и поезия на руски език. Сред поетите, които превежда от български на английски са Любомир Левчев, Таня Кольовска и др. Заедно с Ангел Игов е той е преводач и на стиховете в прочутия роман на А. С. Байът „Обладаване“
Умира на 3 юни 2016 г.